# How's It Going to Be
How's It Going to Be è un singolo del gruppo alternative rock statunitense Third Eye Blind, pubblicato nel 1997 ed estratto dal loro album di debutto Third Eye Blind.

## Tracce
1. How's It Going to Be
2. Horror Show

## Video
Il videoclip della canzone è stato diretto da Nigel Dick.